# 피아노 소나타 9번 (프로코피예프)
피아노 소나타 9번 다장조 Op. 세르게이 프로코피예프의 103 번은 그의 마지막 완성된 피아노 소나타이다. 스뱌토슬라프 리흐테르에게 헌정되었다.
프로코피예프는 1947년 9월 27일 모스크바 교외 Nikolina Gora, 주제별 스케치는 1940년대 중반부터 존재한다. 작곡가는 헌정자에게 악보를 소개하면서 음악이 효과를 내기 위한 것이 아니라고 생각하며 "[ 모스크바 음악원 ] 그랜드 홀의 지붕을 높이는 작업이 아니다. " Prokofiev는 1948년 초에 작품의 초연을 예상했지만 Zhdanovschina와 그에 따른 비난으로 인해 그렇게 하지 못하게 되었다.
소나타는 4악장으로 나뉜다.
1. 알레그레토
2. 알레그로 스트렙토소
3. 안단테 고요일로
4. 알레그로 콘 브리오, 마논 트로포 프레스토